# María Eugenia Brizuela de Ávila
María Eugenia Brizuela de Ávila (sinh năm 1956) là luật sư người El Salvador làm Bộ trưởng Ngoại giao cho đất nước này từ năm 1999 đến năm 2003. Bà là người phụ nữ đầu tiên trở thành chủ tịch ngân hàng tư nhân, phụ nữ đầu tiên điều hành một công ty bảo hiểm, người đầu tiên ngồi trong Hội đồng Quản trị Kinh doanh Trung Mỹ  (tiếng Tây Ban Nha: Instituto Centroamericano de Administración de Empresas) (INCAE) và là nữ Bộ trưởng đầu tiên. Bà hiện là Giám đốc Phát triển bền vững của Công ty tại HSBC cho Châu Mỹ Latinh và có trụ sở tại Thành phố MexicoĐại học Genève.

## Tiểu sử
María Eugenia Brizuela sinh ngày 31 tháng 10 năm 1956 tại San Salvador, El Salvador. Năm 1975, bà hoàn thành các nghiên cứu thứ cấp tại Trường Mỹ El Salvador. Bà theo học tại Đại học Geneva, nơi bà học tiếng Pháp và lấy bằng tiếng Pháp và nền văn minh từ Sorbonne ở Paris năm 1976. Bà tiếp tục học luật tại Đại học José Matías Delgado và năm 1982 tốt nghiệp với danh dự, trở thành thế hệ thứ tư trong gia đình của mình để kiếm được một văn bằng luật. Sau đó, bànhận bằng thạc sĩ Quản trị Kinh doanh của Học viện Quản trị Kinh doanh Trung Mỹ.
Brizuela làm việc tại Viện an sinh xã hội Salvador năm 1994 và năm 1995, bà trở thành giám đốc của Quỹ đầu tư xã hội. Bà làm việc như một giám đốc bảo hiểm, trở thành người phụ nữ đầu tiên ở El Salvador làm chủ tịch của một công ty bảo hiểm, Internacional de Seguros (Bảo hiểm Quốc tế) nơi bà làm việc từ 1996-1999. Năm 1999, bà được bổ nhiệm làm Bộ trưởng Bộ Ngoại giao và là người phụ nữ đầu tiên đứng đầu Bộ. Năm 2000, Hội nghị Bộ trưởng bán cầu lần đầu tiên về sự tiến bộ của phụ nữ được tổ chức bởi Ủy ban phụ nữ liên Mỹ. Brizuela, và các đại biểu từ 32 quốc gia khác của châu Mỹ đã tham dự để tạo ra và áp dụng chiến lược của phụ nữ trong thế kỷ 21. Bà vẫn giữ chức vụ chính phủ cho đến năm 2003, khi bà rời vị trí chủ tịch của Banco Salvadoreño (Ngân hàng Salvadoran), trở thành người phụ nữ Salvador đầu tiên lãnh đạo một ngân hàng tư nhân. Năm 2006, bà nhận được Giải thưởng Xuất sắc Chuyên nghiệp của Năm từ trường cũ của cô, Đại học José Matías Delgado.
Bà gia nhập HSBC năm 2006 với tư cách là Chủ tịch điều hành và đã chuyển đến giám đốc khu vực vào năm 2007. Cùng năm đó, bà đã giành được giải thưởng Palme d'Or, giải thưởng quan trọng nhất được trao cho Phòng Thương mại và Công nghiệp Salvadoran. Năm 2008, bà trở thành Giám đốc Phát triển bền vững doanh nghiệp tại HSBC cho Châu Mỹ Latin và chuyển tới thành phố Mexico Bà giám sát các dự án phát triển bền vững như một sáng kiến về khí hậu ở Brazil và một dự án trồng cây ở Costa Rica. Năm 2009 Brizuela được giới thiệu vào Đại sảnh Danh vọng của trường Mỹ và nhận được giải thưởng Tốt nghiệp Xuất sắc nhất từ INCAE. Trong năm 2010 bà là người phụ nữ đầu tiên được bổ nhiệm vào hội đồng quản trị của INCAE.
Brizuela có hai quốc tịch Salvador và Thụy Sĩ. Bà đã kết hôn với một kỹ sư và họ có ba đứa con..